# Konstanty Parczewski
Konstanty Parczewski herbu Nałęcz (ur. 19 sierpnia 1801 w Czerwonym Dworze, zm. 8 września 1855 w Auxerre) – powstaniec listopadowy w randze majora, przywódca powstania listopadowego w powiecie wileńskim, emigrant.
Urodził się 19 sierpnia 1801 roku w Czerwonym Dworze koło Niemenczyna, był synem ziemianina Ignacego i Salomei z Dziewońskich. W domu otrzymał początkowe wykształcenie, obejmujące m.in. muzykę i grę na skrzypcach. Studiował na Uniwersytecie Wileńskim, zaliczony przez Ignacego Domeykę do grona Filaretów. Osiadł w Czerwonym Dworze i poświęcił się gospodarowaniu majątkiem. Był zwolennikiem oczynszowania włościan.
Po wybuchu powstania listopadowego zorganizował oddział partyzancki, którego liczebność wynosiła od 200 do nawet 1000 osób. Prowadził wojnę podjazdową, starał się kontrolować przeprawy na Wilii i Żejmianie. W oddziałach partyzanckich Konstantego Parczewskiego przez krótki okres walczyła m.in. Emilia Plater. Po załamaniu się powstania na Litwie, Parczewski przekroczył granicę pruską i przez Niemcy udał się do Francji. Jego majątek został skonfiskowany przez władze rosyjskie.
Osiadł w Paryżu, gdzie znajdował się w bardzo trudnej sytuacji materialnej. Utrzymywał się z gry na skrzypcach, w latach 1832–1848 był skrzypkiem Opery Włoskiej w Paryżu. W latach 1851–1854 członek Towarzystwa Historyczno-Literackiego w Paryżu (wystąpił z niego 5 marca 1854). Prawdopodobnie należał do Towarzystwa Demokratycznego Polskiego. Pozostawał w bliskich stosunkach z Adamem Mickiewiczem. Był jednym z uczestników wieczoru u Eustachego Januszkiewicza, gdzie doszło do konfrontacji poetyckiej Słowackiego z Mickiewiczem oraz słynnej improwizacji Dziadów. Pod koniec życia przeniósł się do Auxerre. Zmarł 8 września 1855 w Auxerre, pochowany na tamtejszym cmentarzu (nagrobek postawiono ze składek emigracyjnych).
Konstanty Parczewski jest patronem polsko-rosyjskiego Gimnazjum w Niemenczynie.